# بلنیک
شهر بلَنیَک (به فرانسوی: Blagnac) در شهرستان اوت-گارون در ناحیه پیرنه میانه در کلان‌شهر تولوز با جمعیت ۲۱٬۱۹۹ نفر در کشور فرانسه واقع شده‌است.